# STS-110
STS-110 var en flygning i det amerikanska rymdfärjeprogrammet med rymdfärjan Atlantis. Den sköts upp från Pad 39B vid Kennedy Space Center i Florida den 8 april 2002. Efter drygt tio dagar i omloppsbana runt jorden återinträdde rymdfärjan i jordens atmosfär och landade vid Kennedy Space Center.
Flygningen gick till Internationella rymdstationen.
Flygningens mål var att leverera Truss S0 och installera den på den amerikanska modulen Destiny.

## Rymdpromenad
Under flygningens fyra rymdpromenader, monterades och installerades Truss S0 och Canadarm2 modifierades.

### Statistik
| 1. | Steven L. Smith Rex J. Walheim | 11 april 2002 14:36 UTC | 11 april 2002 22:24 UTC | 7 tim, 48 min |
| 2. | Jerry L. Ross Lee M. Morin     | 13 april 2002 14:09 UTC | 13 april 2002 21:39 UTC | 7 tim, 30 min |
| 3. | Steven L. Smith Rex J. Walheim | 14 april 2002 13:48 UTC | 14 april 2002 20:15 UTC | 6 tim, 27 min |
| 4. | Jerry L. Ross Lee M. Morin     | 16 april 2002 14:29 UTC | 16 april 2002 21:06 UTC | 6 tim, 37 min |

## Besättning
- Michael J. Bloomfield (3), befälhavare
- Stephen N. Frick (1), pilot
- Jerry L. Ross (7), uppdragsspecialist
- Steven L. Smith (4), uppdragsspecialist
- Ellen Ochoa (4), uppdragsspecialist
- Lee M. Morin (1), uppdragsspecialist
- Rex J. Walheim (1), uppdragsspecialist